# The Historical Conquests of Josh Ritter
The Historical Conquests of Josh Ritter är den amerikanske artisten Josh Ritters femte studioalbum, utgivet 2007.

## Låtlista
1. "To the Dogs or Whoever" — 3:02
2. "Mind's Eye" — 2:53
3. "Right Moves" — 3:44
4. "The Temptation of Adam" — 4:12
5. "Open Doors" — 2:35
6. "Rumors" — 3:31
7. "Edge of the World" — 1:41
8. "Wait for Love" — 3:46
9. "Real Long Distance" — 2:42
10. "Next to the Last Romantic" — 2:49
11. "Moons" — 0:51
12. "Still Beating" — 3:49
13. "Empty Hearts" — 4:40
14. "Wait for Love (You Know You Will)" — 2:37